# 年取島

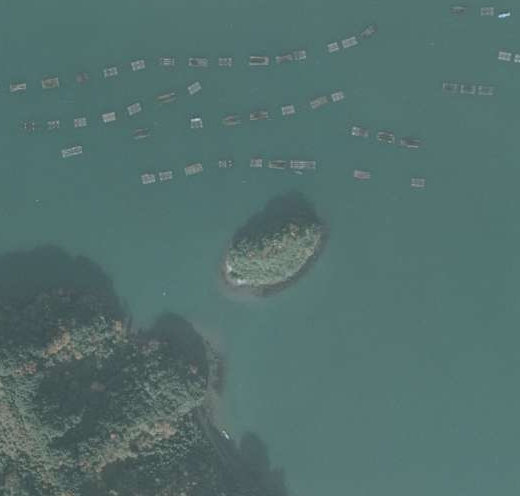

年取島（としとりじま）は、京都府舞鶴市に存在する島である。

## 概要
舞鶴湾の西側、吉田の南東の岬から約50mほどの所に位置する、周囲約200m程の小島で、現在は無人島である。標高は約17.3m。
1580年（天正8年）、中納言中院通勝卿がこの島に滞在している時に、田辺城城主の細川幽斎が、船で島に通い、夜を徹して和歌を語りあったところ、島で初日の出を迎えたので、細川幽斎が 年取島 と名付けたと言い伝えられている。
島には、竹生島から分祀された弁財天を祭る社があることから、地元では「弁天島」とも呼ばれる。

## 所在地
- 緯度経度：北緯35度28分42秒 東経135度19分18秒 / 北緯35.47833度 東経135.32167度座標: 北緯35度28分42秒 東経135度19分18秒 / 北緯35.47833度 東経135.32167度
- 郵便番号：624-0943
- 住所：京都府舞鶴市吉田